# Хардинг, Джеймс Даффилд
Джеймс Даффилд Хардинг (англ. James Duffield Harding; 1798 — 1863) — английский художник-пейзажист, литограф и педагог.

## Биография
Родился в 1798 году в лондонском районе Детфорд в семье чертёжного мастера, который был учеником художника Paul Sandby.
Джеймс обучался перспективе у своего отца и брал уроки у художника Samuel Prout. В возрасте тринадцати лет он уже выставлял свои чертежи зданий в Королевской академии. Затем Хардинг был учеником гравера Charles Pye, у которого проработал два года и решил сосредоточиться на живописи акварелью. В 18 лет он был удостоен серебряной медали Королевского общества искусств. В 1818 году он впервые представил свои работы в обществе Society of Painters in Watercolours (с 1831 года — Old Watercolour Society или OWCS), где выставлялся до конца жизни. В 1820 году Хардинг был избран ассоциативным членом, а с 1821 года — членом общества. Работал акварелью.
С 1843 года художник начал работать маслом. Выставлялся в Королевской академии. В 1847 году он подал в отставку из членов OWCS, надеясь быть избранным в Академию, но спустя девять безуспешных лет вновь вернулся в общество OWCS.
Кроме живописи, Хардинг занимался педагогической деятельностью. Когда в Великобритании стала популярной литография, быстро изучил эту технику и преподавал её школьникам и студентам. Он был также автором учебных пособий по искусству и технике живописи.
Умер 4 декабря 1863 года в лондонском районе Barnes и был похоронен на Бромптонском кладбище.

Некоторые работы
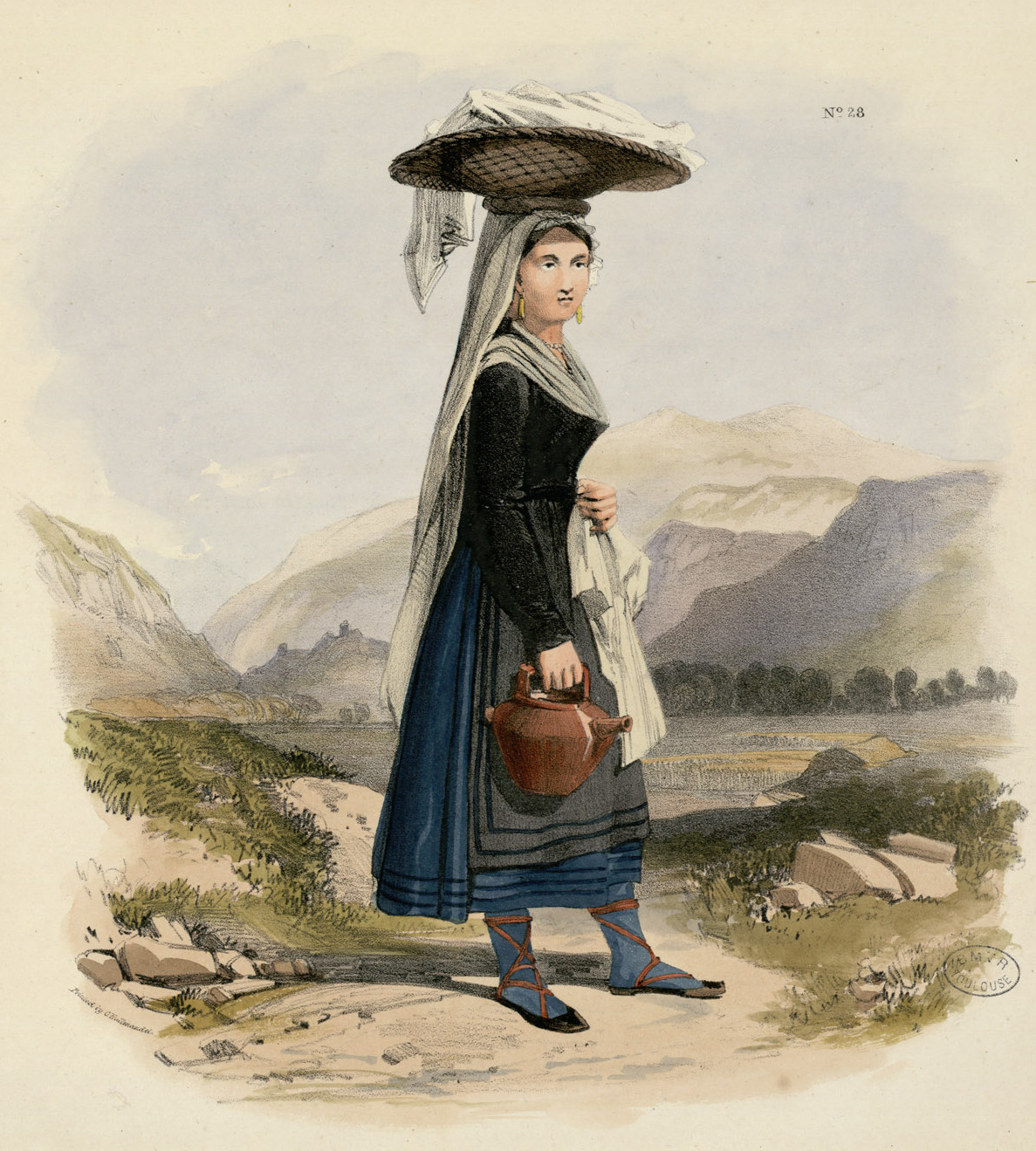
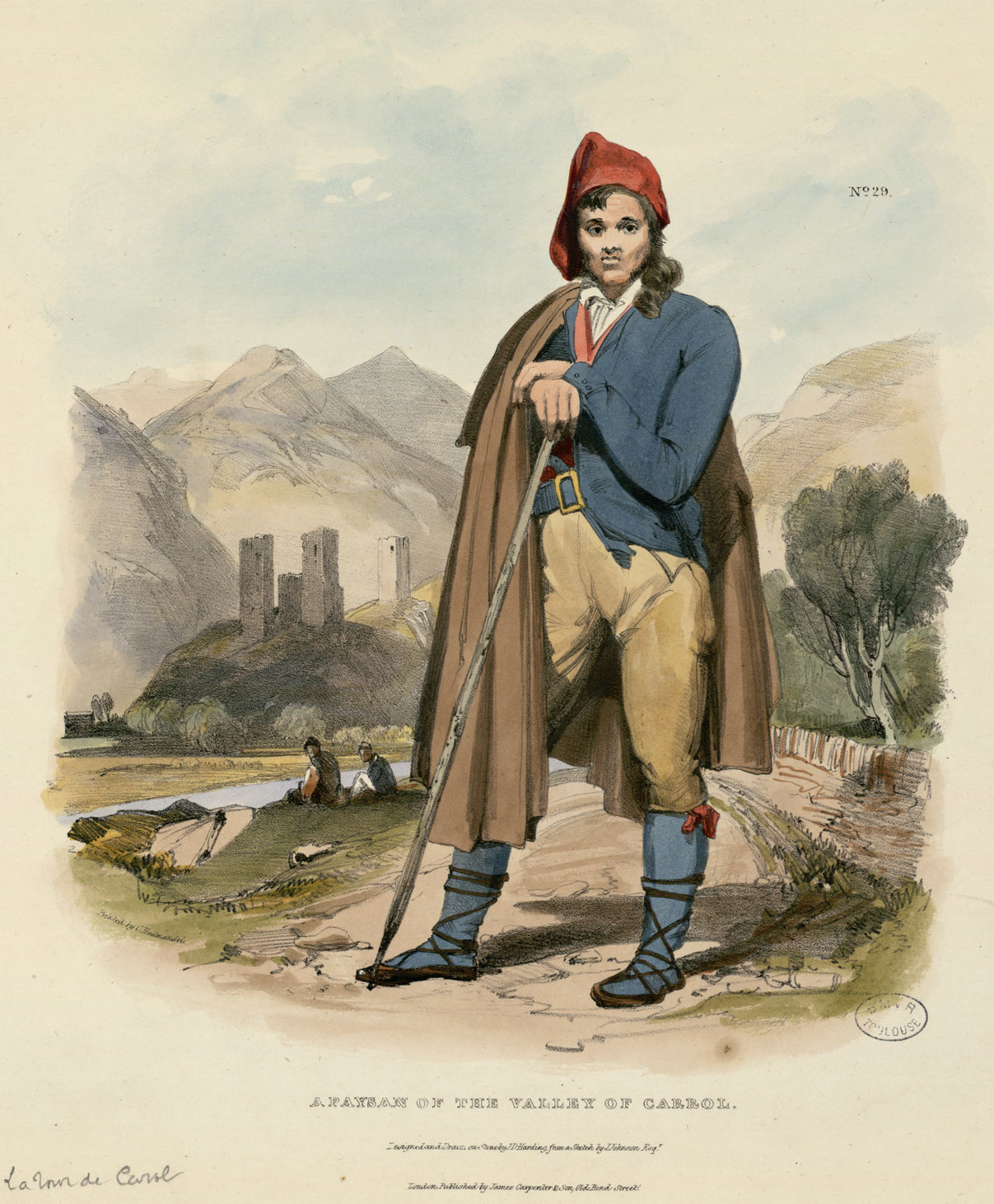
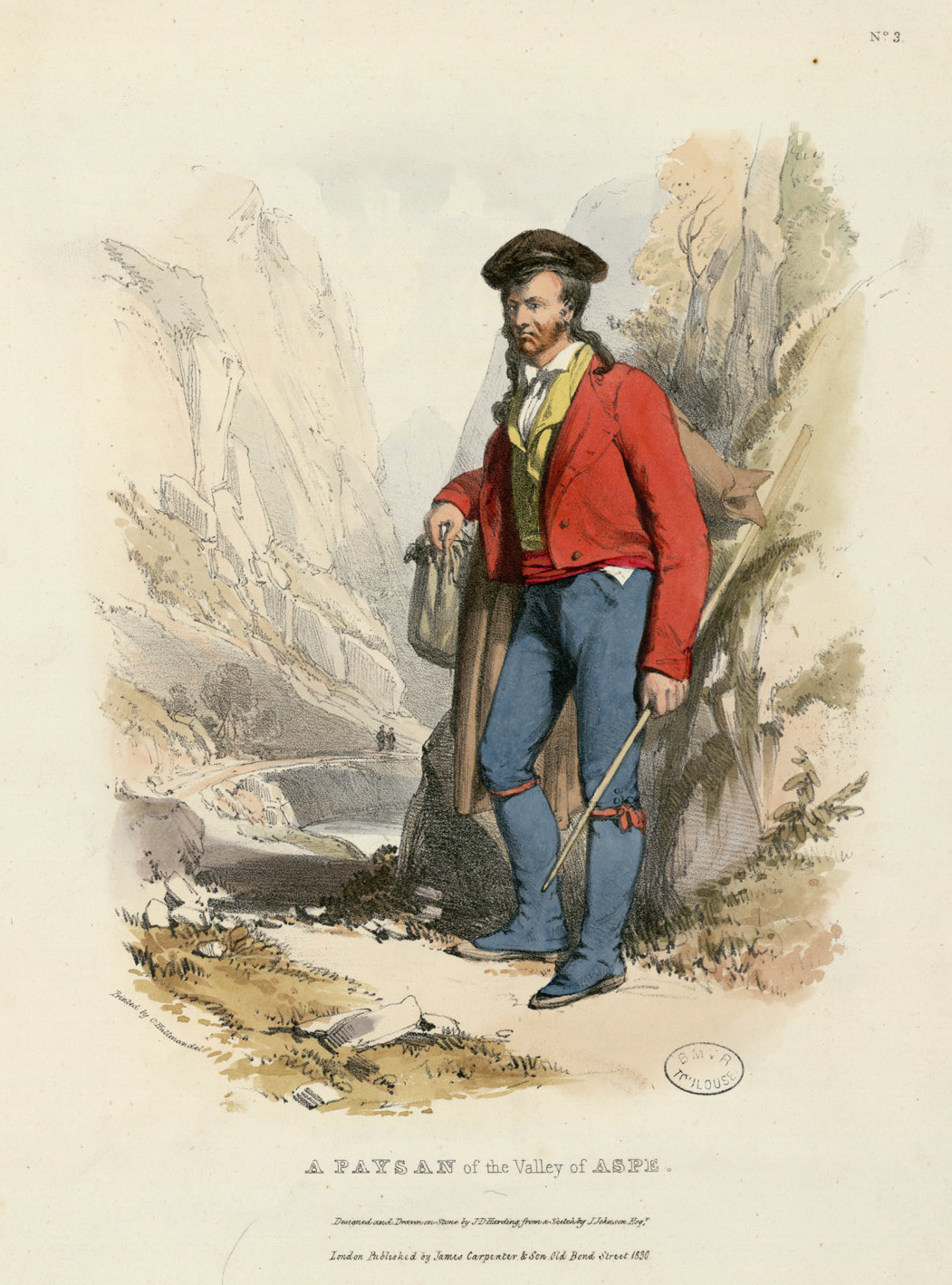
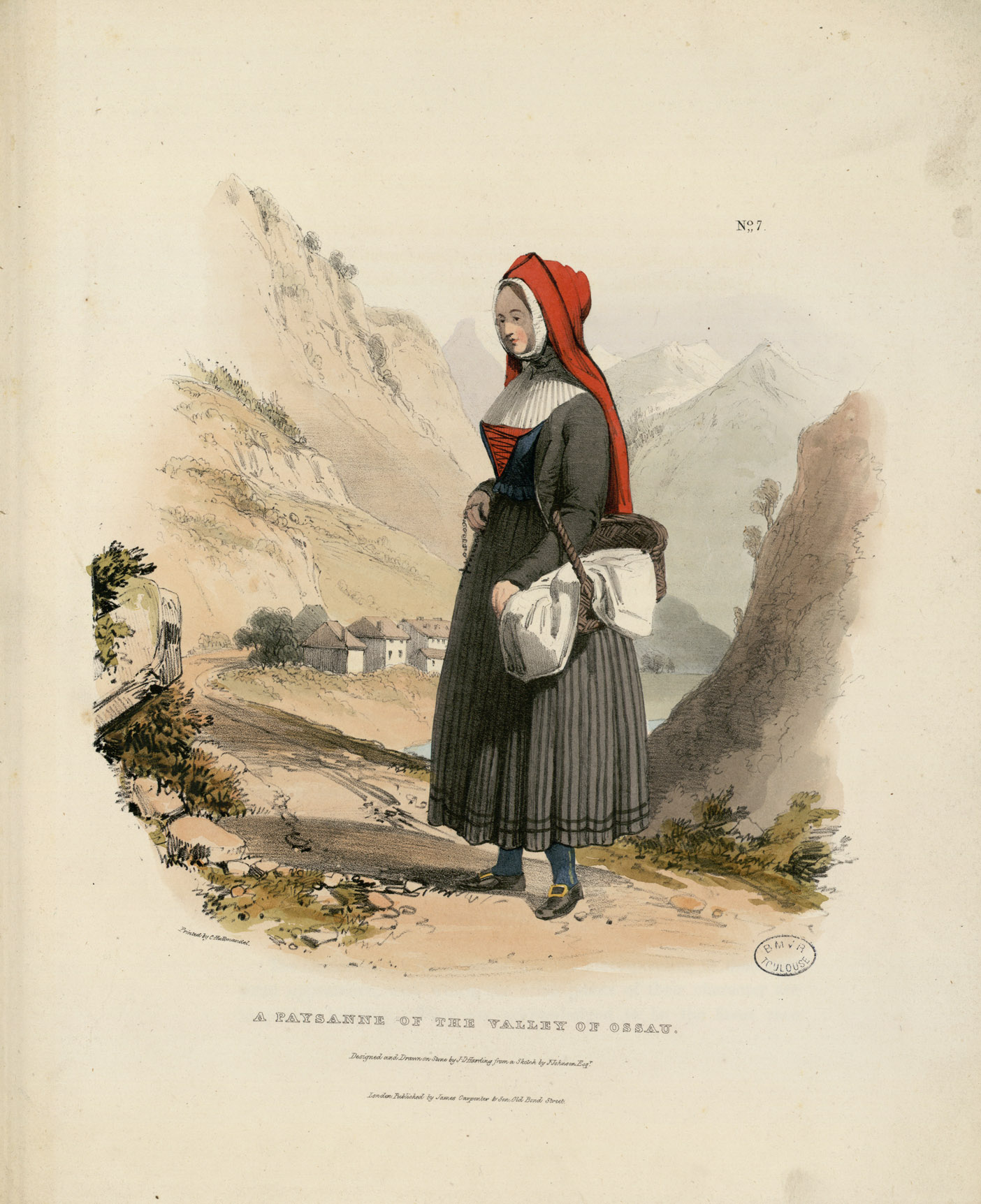